# Hervé Poulain
Hervé Poulain (ur. 16 grudnia 1940 roku) – francuski kierowca wyścigowy.

## Kariera
Poulain rozpoczął karierę w międzynarodowych wyścigach samochodowych w 1975 roku od startu w klasie T 24-godzinnego wyścigu Le Mans, gdzie jednak nie był klasyfikowany. W późniejszych latach Francuz pojawiał się także w stawce World Challenge for Endurance Drivers, World Championship for Drivers and Makes, FIA World Endurance Championship oraz FIA GT Championship.